# Prawitz Öberg
Prawitz Öberg (Gislöv, 16 novembre 1930 – Malmö, 4 novembre 1995) è stato un calciatore svedese, di ruolo difensore.

## Carriera
Vinse il Guldbollen nel 1962.

## Palmarès

### Club

#### Competizioni nazionali
- Campionato svedese: 2

Malmö: 1952-1953, 1965
- Coppa di Svezia: 1

Malmö: 1953